# Jan Gurtzman
Jan Gurtzman (ur. 25 czerwca 1906 w Warszawie, zaginął prawdopodobnie w 1942) – polski inżynier elektryk, radiotechnik i polarnik, uczestnik Pierwszej Polskiej Wyprawy Polarnej.

## Życiorys
Jan Gurtzman urodził się w Warszawie w zasymilowanej żydowskiej rodzinie inteligenckiej. Jego ojciec, Aleksander Gurtzman (ur. 25 listopada 1868 w Warszawie syn Feliksa i Anny), był technikiem i działaczem społecznym, matka Paulina (ur. 26 stycznia 1873 w Warszawie, córka Dawida i Emilii, uznana za zmarłą zaraz po wojnie) pochodziła z rodziny Zylberlastów (patrz też Natalia Zand). Ślub nastąpił około 9 września 1905 roku. W 1924 roku ukończył Gimnazjum Towarzystwa Szkoły Mazowieckiej w Warszawie i rozpoczął studia na Wydziale Elektrycznym Politechniki Warszawskiej, które ukończył w 1931 roku, zdobywając tytuł inżyniera elektryka.

## Kariera naukowa i wyprawa polarna
W 1932 roku Gurtzman został zatrudniony w Państwowym Instytucie Meteorologicznym, gdzie rozpoczął współpracę z prof. Jeanem Lugeonem nad przygotowaniami do Pierwszej Polskiej Wyprawy Polarnej w ramach Międzynarodowego Roku Polarnego.  Gurtzman był odpowiedzialny za konstrukcję i montaż atmoradiografów, które służyły do badania trzasków radiowych w atmosferze. Uczestniczył w ekspedycji na Wyspę Niedźwiedzią, gdzie zajmował się instalacją i obsługą aparatury badawczej. W grupie tej byli też Czesław Centkiewicz, Władysław Łysakowski, Stanisław Siedlecki oraz Jean Lugeon.

## II wojna światowa
Po wybuchu II wojny światowej Gurtzman był związany z Polskim Radiem, a po wybuchu wojny ewakuował się z Warszawy, lecz szybko powrócił, aby pomóc w uruchomieniu radiostacji. Podczas oblężenia Warszawy w 1939 roku współtworzył radiostację foniczną, która nadawała komunikaty i przemówienia. W związku z żydowskim pochodzeniem w okresie okupacji niemieckiej Gurtzman musiał się ukrywać, używając fałszywego nazwiska i ukrywając się na warszawskich Bielanach.

## Zaginięcie i pamięć
Ostatnie pewne informacje o Gurtzmanie pochodzą z 1942 roku, gdy został aresztowany przez Gestapo i osadzony w więzieniu w Nowym Wiśniczu, a następnie wywieziony do Bochni i prawdopodobnie zamordowany. W 1946 roku został oficjalnie uznany za zmarłego przez Sąd Grodzki w Warszawie.
Natomiast jego ciotka Julia Szliferstein po wojnie napisała, że Jan Gurtzman został wywieziony do obozu w Trawnikach w 1941 roku.